# Epiphragma (Epiphragma) fuscoterminale
Epiphragma (Epiphragma) fuscoterminale is een tweevleugelige uit de familie steltmuggen (Limoniidae). De soort komt voor in het Australaziatisch gebied.